# Осинлокун
Осинлокун (англ. Osinlokun) — Оба Лагоса с 1821 по 1829 год. Его отец, Ологун Кутере и его братья, Адель Ажосун и Акитое были королями, что сделало линию Кутере доминирующий в Лагосе.

## Правление
Около 1820 или 1821 года Осинлокун «ухватился» за непопулярность своего младшего брата Обы Адель, которого осудили за введение маскарада Эгун, который в свете распространяющегося в городе ислама считался недостойным. Когда Адель отправился в Бенин, чтобы сопроводить останки отца для захоронения, Осинлокун совершил переворот, насильственно свергнув брата. Адель был сослан в Бадагри, где он принял главенство над городом. Находясь в Бадагри, Адель пытался также насильственно вернуть трон в Лагосе при помощи британцев, но его усилия были тщетными.

## Смерть
Осинлокун умер в 1829 году, и ему наследовал его старший сын Идеву Оюлари.